# Berglen
Berglen – miejscowość i gmina w Niemczech, w kraju związkowym Badenia-Wirtembergia, w rejencji Stuttgart, w regionie Stuttgart, w powiecie Rems-Murr, wchodzi w skład związku gmin Winnenden. Leży ok. 12 km na wschód od Waiblingen.

## Współpraca
Miejscowość partnerska:
- Käbschütztal, Saksonia od 3 października 1993